# Греччо

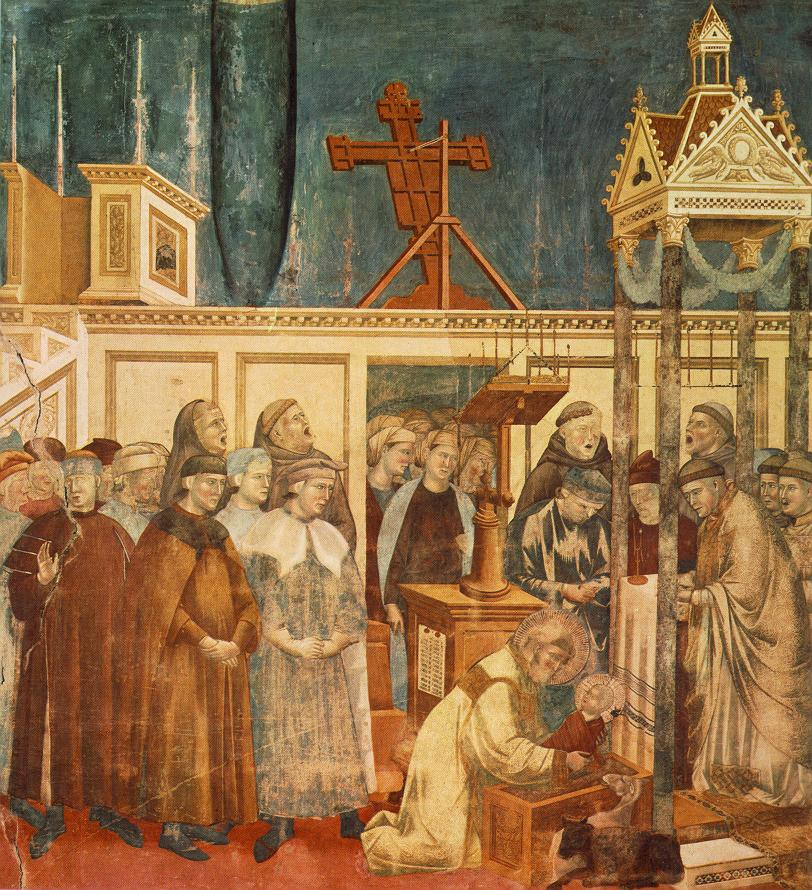
«Св. Франциск в Греччо». Фреска Джотто из базилики Святого Франциска

Гре́ччо (итал. Greccio) — муниципалитет в Италии, в регионе Лацио, входит в состав провинции Риети. Историческую известность получило благодаря тому что 25 декабря 1223 — Франциск Ассизский, согласно местному преданию, устроил в Греччо первое в истории вертепное представление: в католический рождественский сочельник 1223 года он установил ясли, а роли евангельских персонажей исполнили настоящие люди и животные.

## География
Греччо расположен в 70 км к северу от столицы Италии — Рима и в 12 км на северо-запад от Риети. Население — 1529 чел. (2008). Пик населения был достигнут около 1931 года (2036 чел.).

## История
Впервые упомянут в летописях под именем Греццо в 11 веке, когда в этом месте вокруг рыцарского замка возникло поселение зависимых крестьян. От замка сохранилась лишь одна башня, а ныне колокольня местного собора.
Покровителем города почитается архангел Михаил, празднование 29 сентября.

## Ближайшие муниципалитеты
- Контильяно
- Коттанелло
- Риети
- Стронконе